# Hap and Leonard
Hap and Leonard es una serie de televisión dramática estadounidense basada en los personajes Hap and Leonard, creados por el novelista Joe R. Lansdale y adaptada de su serie de novelas del mismo nombre. La serie fue escrita y desarrollada por Nick Damici y Jim Mickle, quienes anteriormente habían adaptado Cold in July de Lansdale, y fue dirigida por Mickle. La serie se estrenó en la cadena de cable estadounidense SundanceTV el 2 de marzo de 2016. La serie recibió críticas favorables.
La serie fue renovada para una última tercera temporada de seis episodios, que se estrenó el 7 de marzo de 2018. La tercera temporada fue inspirada por la tercera novela de la serie Hap and Leonard, titulada The Two-Bear Mambo.
El 14 de mayo de 2018, SundanceTV anunció que había cancelado la serie después de tres temporadas.

## Reparto y personajes

### Principal
- James Purefoy[10] como Hap Collins, un trabajador blanco de clase trabajadora que pasó tiempo en prisión federal de joven por negarse a ser reclutado en el ejército y servir en la Guerra de Vietnam[11]
- Michael Kenneth Williams[10] como Leonard Pine, un veterano negro homosexual de Vietnam con graves problemas de ira[11]
- Jimmi Simpson[12] como Soldier, un narcotraficante local (temporada 1)
- Bill Sage[13] como Howard (temporada 1)
- Christina Hendricks[14] como Trudy Fawst, la exesposa de Hap (temporada 1)
- Pollyanna McIntosh[15] como Angel (temporada 1)
- Enrique Murciano como Raoul Vasquez (temporadas 1–2)
- Tiffany Mack como Florida Grange (temporadas 2–3)
- Cranston Johnson como el Detective Marvin Hanson (temporadas 2–3)
- Brian Dennehy como el Sheriff Valentine Otis (temporada 2)
- Andrew Dice Clay como Sonny Knox (temporada 3)

### Secundario
- Neil Sandilands como Paco (temporada 1)
- Ron Roggé como Bud Collins
- Trace Masters como Little Hap
- Kaden Washington Lewis como Little Leonard
- Florence Young como Kay
- Kari Shemwell como Trudy Double
- Douglas M. Griffin como Charlie Blank
- Evan Gamble como Sneed
- Corbin Bernsen como Chief Cantuck
- Louis Gossett Jr. como Bacon (temporada 3)
- Laura Allen como la Oficial Reynolds
- John McConnell como Beau Otis
- Pat Healy como Truman Brown
- Jeff Pope como Chub

## Producción
La filmación del programa tuvo lugar en Baton Rouge, Louisiana, aunque la serie está ambientada en la década de 1980 en la ciudad ficticia de LaBorde en el Este de Texas. Dos de las ubicaciones utilizadas fueron el antiguo Hospital de Mujeres  y el Celtic Media Centre.

## Episodios
| Temporada | Temporada | Episodios | Episodios | Emisión original     | Emisión original     |
| Temporada | Temporada | Episodios | Episodios | Primera emisión      | Última emisión       |
| --------- | --------- | --------- | --------- | -------------------- | -------------------- |
|           | 1         | 6         | 6         | 2016 de marzo del 2  | 2016 de abril del 6  |
|           | 2         | 6         | 6         | 2017 de marzo del 15 | 2017 de abril del 19 |
|           | 3         | 6         | 6         | 2018 de marzo del 7  | 2018 de abril del 11 |